# شوکیچی اومیا
شوکیچی اومیا (انگلیسی: Shōkichi Umeya; ۱ ژانویهٔ ۱۸۶۸ – ۱ ژانویهٔ ۱۹۳۴) تهیه‌کننده فیلم اهل ژاپن بود.